# Arterial Hypertension
Arterial Hypertension (do 2015 Nadciśnienie Tętnicze) – oficjalny dwumiesięcznik Polskiego Towarzystwa Nadciśnienia Tętniczego wydawany przez Wydawnictwo Via Medica w języku angielskim.
W skład rady naukowej wchodzą samodzielni pracownicy naukowi z tytułem profesora lub doktora habilitowanego z Polski oraz z zagranicy.
Do 2015 roku czasopismo wydawane było w języku polskim pod tytułem Nadciśnienie Tętnicze.

## Stałe działy
- artykuły redakcyjne
- prace oryginalne
- artykuły poglądowe

## Indeksacja
- Index Copernicus (IC)
- EMBASE
- Chemical Abstracts (CAS)

### Współczynniki cytowań
- Index Copernicus (2013): 4,95[1]
- Wykaz czasopism punktowanych przez Ministerstwo Nauki i Szkolnictwa Wyższego. Część B, poz. 1404 (2014): 7 punktów[2].